# Lucio Gelio Publícola (cónsul 36 a. C.)
Lucio Gelio Publícola  fue un político y militar de finales de la República romana que ocupó el consulado en el año 32 a. C. Era hijo de Lucio Gelio Publícola, el cónsul de 72 a. C., con su primera esposa, Pola.

## Biografía
Fue acusado de cometer incesto con su madrastra y de conspirar contra la vida de su padre, pero aunque este último estaba prácticamente convencido de su culpabilidad, le permitió presentar su caso ante un gran número de senadores que finalmente le declararon inocente.
Tras la muerte de Julio César en 44 a. C., Gelio se alineó con los asesinos de este, por lo que partió con Marco Junio Bruto hacia la provincia romana de Asia. Mientras estaba ahí fue acusado de conspirar contra la vida de Bruto, pero fue perdonado ante la intercesión de su hermanastro Marco Valerio Mesala Corvino. Poco después se involucró en una nueva conspiración dirigida contra la vida de Cayo Casio Longino, pero volvió a escapar sin recibir ningún castigo, en este caso por la intercesión de su madre Polla. Parece que Polla se divorció de su primer marido, Gelio, y que se casó después con Marco Valerio Mesala Rufo.
Gelio, sin embargo, no mostró gratitud alguna por la clemencia que había recibido, sino que desertó al bando contrario de la guerra civil, el de los triunviros. Estando al servicio de Marco Antonio y de Octaviano tuvo bajo su cargo la acuñación de moneda, que realizó con el cargo de cuestor propretor. Fue recompensado por su deserción con un consulado en 36 a. C.
En la posterior guerra entre Octaviano y Marco Antonio se alineó con este último, y dirigió el ala derecha de la flota de Marco Antonio en la batalla de Actium. No vuelve a ser mencionado por los historiadores a partir de ese momento, por lo que es posible que muriese en la batalla.